# Jacopo Salviati
Jacopo Salviati (Florence, 15 september 1461 - aldaar, 6 september 1533) was een Italiaans politicus en bankier uit Florence. Hij behoorde tot de Salviatifamilie en was een schoonzoon van Lorenzo I de' Medici, il Magnifico.

## Biografie
Jacopo Salviati werd geboren als zoon van Giovanni Salviati en Elena Gondi. Op zijn vijfentwintigste trouwde hij met Lucrezia de' Medici. Na zijn huwelijk werd hij politiek actief in de stad en werd hij in 1499 benoemd tot prior van de gildes van Florence. Deze functie behield hij tot 1518. In 1514 werd hij tevens benoemd tot gonfaloniere van rechtvaardigheid, een van de hoogste functies in de Florentijnse Republiek. Ook was hij voor korte tijd ambassadeur in Rome aan het hof van de paus. In 1533 stierf hij op 71-jarige leeftijd.

## Huwelijk en kinderen
Jacopo Salviati was gehuwd met Lucrezia de' Medici en werd de vader van:
- Giovanni (1490-1553), kardinaal.
- Lorenzo(1492 - 1539), senator.
- Piero
- Elena (1495 circa-1552)
- Baptiste (1498–1524)
- Maria (1499–1543), gehuwd met Giovanni dalle Bande Nere.
- Luisa
- Francesca Salviati, gehuwd met Ottaviano de' Medici.
- Bernardo (1505-1568), kardinaal en Ridder van de Orde van Sint-Johannes van Jeruzalem en Rhodos.

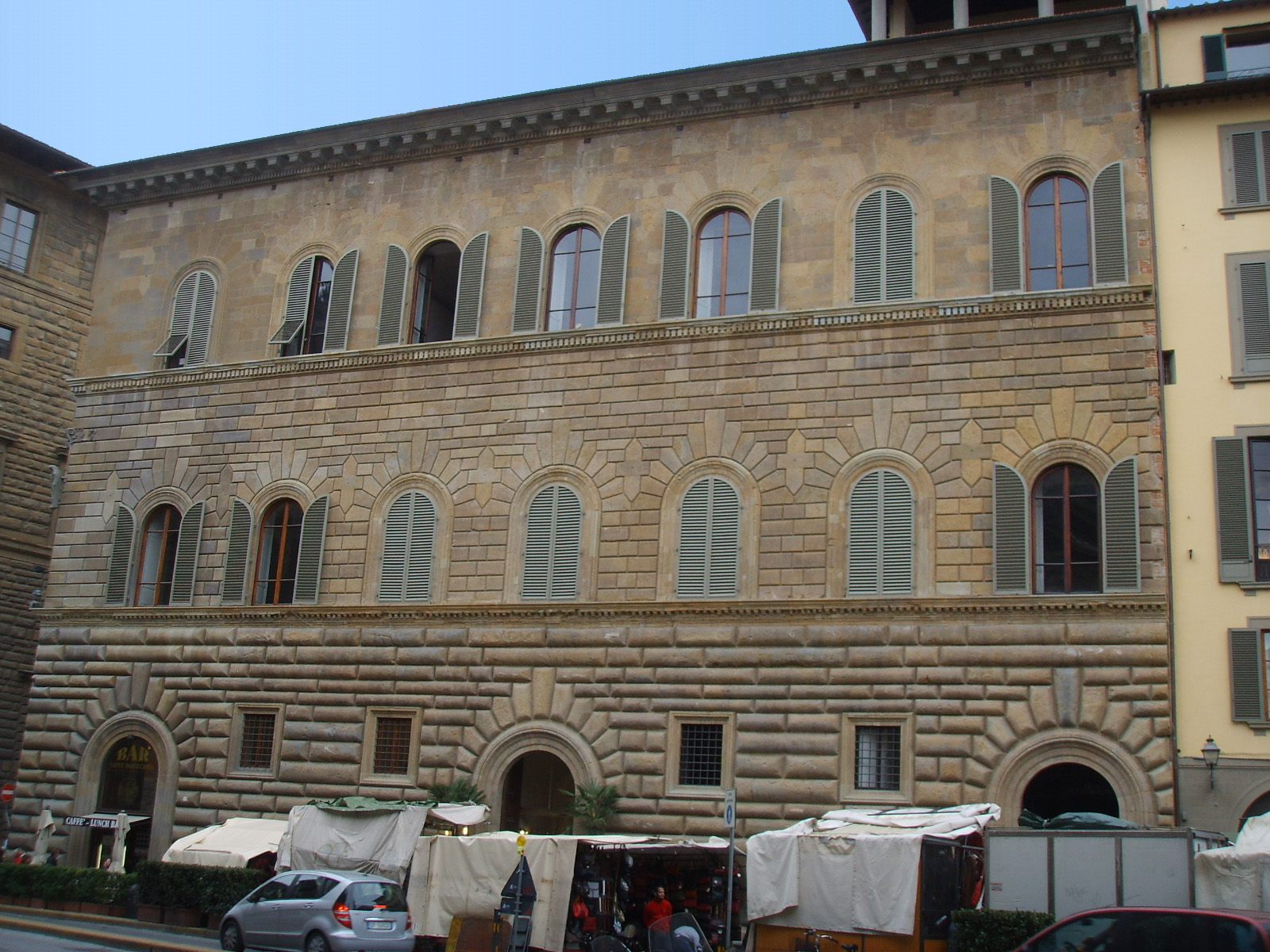
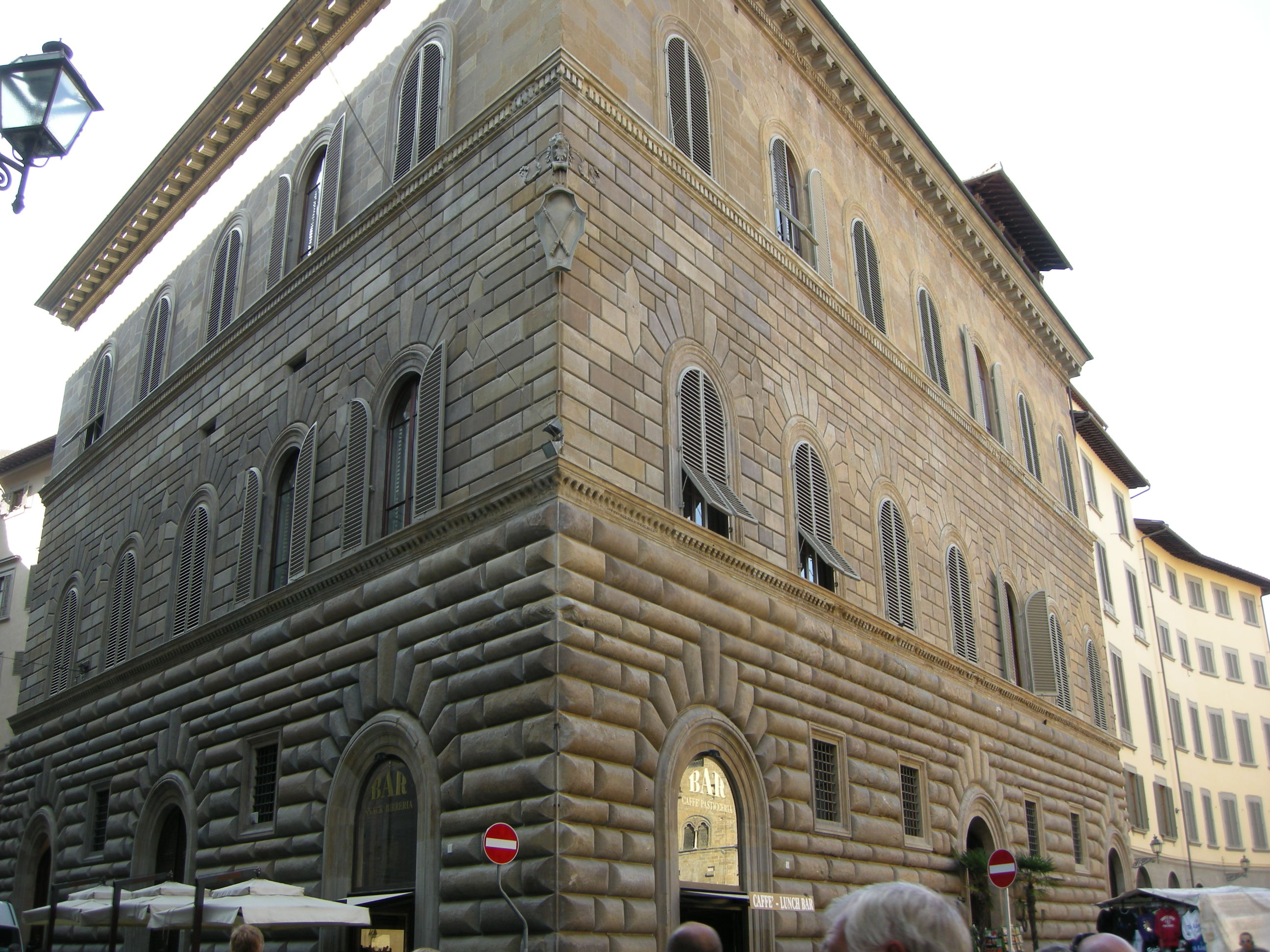

- Alemanno (1510-1571)